# Alexandre I de l'Epir
Alexandre I de l'Epir (en llatí Alexander, en grec antic Ἀλέξανδρος Α') fou rei de l'Epir, fill de Neoptòlem I de l'Epir i germà d'Olímpia la mare d'Alexandre el Gran. Va regnar del 342 aC al 326 aC. També se'l coneixia com a Alexandre Molós.
Va arribar de petit a la cort macedònia i es va guanyar l'afecte del rei Filip que uns anys després va enderrocar al seu cosí Aecides o Arimbes i va donar la corona a Alexandre. Quant Olímpia va ser repudiada pel seu marit, va marxar a Epir i va demanar a Alexandre de fer la guerra a Filip, però Alexandre va mantenir l'aliança i encara li va donar a la seva filla Cleòpatra en matrimoni (336 aC). Durant la boda de Filip de Macedònia i Cleòpatra Filip va ser assassinat per Pausànies.
El 332 aC, responent a una petició dels tarentins va anar a Itàlia i va lluitar contra els Lucans i els Brucis. Després de derrotar els samnites i lucans prop de Paestum, va fer un tractat amb Roma. Després va obtenir altres victòries, conquerint Heraclea i Consèntia als Lucans, i Terina i Sipontum als Brucis. Però el 326 aC, per la traïció d'alguns lucans exiliats, es va veure obligat a lluitar en desfavorables condicions prop de Pandòsia, i va morir assassinat per un dels exiliats quan travessava el riu. Així es complí la profecia de l'oracle de Dodona que l'advertia de no acostar-se a Pandòsia i al Akheron, pel que va suposar que es tractava de la ciutat de Pandòsia a la vora de l'Akheron a Tespròcia.
Va deixar un fill, Neoptòlem que el va succeir, i una filla, Cadmea. D'Alexandre en parlen Justí, Titus Livi i Diodor de Sicília.